# Gothenburg Sound Festival
Gothenburg Sound Festival — музичний фестиваль, заснований у 2013 році, який щороку проводиться у Гетеборзі (Швеція) протягом двох днів на початку січня. Основна ідея фестивалю полягає у тому, аби зібрати на одній сцені музичні колективи, що були основоположниками «гетеборзької школи» мелодійного дез-металу, зробили значний внесок у розвиток стилю, або ж слідують тенденціям розвитку напряму.

## Загальна інформація
Вперше Gothenburg Sound Festival відбувся 4-5 січня 2013 року у концертному залі «Тредгорн», що у Гетеборзі. Окрім виступів десяти гуртів протягом двох днів було проведено цілу низку музичних та навколомузичних заходів: показ документального фільму «At the Gates — Under a Serpent Sun», ток-шоу «Bullseye» з Маттіасом Ліндебладом, під час якого він спілкувався зі спеціальними гостями — музикантами таких колективів як In Flames, At the Gates та Dark Tranquillity, в також продюсером Фредріком Нурдстремом. Після успішного дебютного проведення, фестиваль було вирішено зробити щорічним. Цікаво, що деякі команди після тривалої перерви спеціально поновили свою творчу активність для участі у фестивалі, а деякі музиканти заради цього повернулися до своїх колишніх гуртів.
Оголошення учасників GSF 2014 розпочалося задовго до початку самого фестивалю: першими ластівками стали чи не найшанованіші представники мелодійного дез-металу 90-тих At the Gates, а також шведсько-данський гурт Amaranthe.

## Склад учасників за роками
2013 рік
2014 рік
2015 рік
2016 рік